# Wysuczka
Wysuczka (ukr. Висічка, Wysiczka) – wieś na Ukrainie, w obwodzie tarnopolskim, w rejonie czortkowskim, w hromadzie Borszczów. 
W II Rzeczypospolitej wieś w powiecie borszczowskim województwa tarnopolskiego.
W latach 1944–1945 nacjonaliści ukraińscy z OUN-UPA zamordowali tutaj 12 Polaków.

## Zabytki
- Zamek w Wysuczce - położony na niewielkim płaskowyżu, którego strome stoki opadają ku jarowi rzeczki Głęboczek[2]. Zamek powstał zapewne na początku XVII wieku choć mógł istnieć już wcześniej. W 1675 obsadzony przez załogę Jana III Sobieskiego. Nie są znane opisy, plany czy przekazy ikonograficzne pierwotnego zamku. Był zapewne założony na planie czworoboku[3], tworząc obwód obronny z murami i czterema basztami w narożach[3]. Wjazd na teren obszernego dziedzińca prowadził od północy, od równinnej części płaskowyżu, oddzielonej od zamku przekopem suchej fosy i wałem. Budynek mieszkalny wznosił się nad urwistym, południowym krańcem wzgórza. W 1772 w wyniku rozbioru Polski Wysuczka znalazła się pod zaborem austriackim. Pod koniec XVIII wieku należała do polskiej rodziny Szymanowskich. Około 1800 właścicielem został Tadeusz Czarkowski, jego syn Cyryl Czarkowski przed 1831 zburzył mury obronne z bramą, zasypał przekop od północy i rozpoczął przebudowę zamku na pałac, zlokalizowany między dwoma basztami i wzniesiony na fundamentach i wykutych w skale piwnicach zamkowych, być może także z wykorzystaniem starych murów naziemnych. Jego żona, Maria z domu hr. Golejewska, wobec bezdzietności ich małżeństwa, przekazała majątek wraz z zamkiem adoptowanemu krewnemu swego męża, Tadeuszowi Czarkowskiemu (1850-1940), który warunkowo przyjął jej nazwisko panieńskie[4]. Został on pierwszym ordynatem na Wysuczce, drugim był jego syn Cyryl (1885-1940, ofiara zbrodnia katyńskiej w 1940 z Ukraińskiej Listy Katyńskiej[5], a trzecim wnuk Cyryl (1915-1988)[6]. Pożar zniszczył pałac w 1900 lub 1901. Na jego miejscu wybudowano około 1910 mniejszy, który pozostał własnością rodziny Czarkowskich do 1939, a po 1945, gdy Polsce odebrano południowe województwa i przyłączono do Ukraińskiej SRR zamek został zburzony i rozebrany. Z pierwszego zamku zachowały się, w stanie rozsypujących się ruin, dwie baszty: południowo-wschodnia, sześcioboczna, masywna, z prostokątnymi strzelnicami, w górnej kondygnacji rozkutymi na okna, oraz południowo-zachodnia smuklejsza, ze sklepieniem na pierwszej kondygnacji i strzelnicami.